# Heterotropus trotteri
Heterotropus trotteri är en tvåvingeart som beskrevs av Mario Bezzi 1915. Heterotropus trotteri ingår i släktet Heterotropus och familjen svävflugor.
Artens utbredningsområde är Libya. Inga underarter finns listade i Catalogue of Life.